# Bonkbuster
Il Bonkbuster è un sottogenere letterario della narrativa rosa.  
Il termine, derivato dalla fusione del termine blockbuster e del verbo to bonk ("fare sesso"), fu coniato nel 1989 dalla scrittrice britannica Sue Limb in riferimento a un particolare tipo di romanzo rosa commerciale in voga negli anni '70 e '80. 
Successivamente, i bonkbuster furono chiamati anche romanzi sex 'n' shopping o shopping and fucking ("S&F").

## Storia
Sebbene a volte usato come generico sinonimo di "romanzo rosa", il termine bonkbuster indica un genere specifico ed è stato coniato appositamente per i romanzi di Judith Krantz, Jackie Collins, Shirley Conran e Jilly Cooper, che erano tutti incentrati su protagoniste femminili affascinanti, in carriera ed economicamente indipendenti. 
Molti titoli furono poi riadattati come miniserie TV ad alto budget, spesso come soap opera da prima serata. 

## Esempi
- Judith Krantz, Scrupoli, Sperling & Kupfer, 1978, ISBN 9788878240193. (Scruples, 1978)
- Judith Krantz, Princess Daisy, Mondadori, 1980, ISBN 978-8804182542. (Princess Daisy, 1980)
- Judith Krantz, La figlia di Mistral, Mondadori, 1986, ISBN 9788804255628. (Mistral's daughter, 1982)
- Judith Krantz, Conquisterò Manhattan, Mondadori, 1986, ISBN 978-8804320975. (I'll Take Manhattan, 1986)
- Michael Korda, Queenie, Mondadori, 1987. (Queenie, 1985)
- Jackie Collins, La roulette della vita, Bompiani, 1987. (Chances, 1981)
- Jackie Collins, Le signore di Hollywood, Bompiani, 1990, ISBN 9788845211768. (Hollywood wives, 1983)
- Judith Gould, Peccati, Mondadori, 1992. (Sins, 1982)
- Judith Gould, Segreti, Mondadori, 1994, ISBN 9788804392583. (Lace, 1982)
- Judith Krantz, Fino al prossimo incontro, Mondadori, 1995, ISBN 9788804403838. (Till We Meet Again, 1988)
- Danielle Steel, Incontri, Sperling & Kupfer, 2002, ISBN 9788882744137. (Crossing, 1982)